# September 1995
Portal Geschichte | Portal Biografien | Aktuelle Ereignisse | Jahreskalender | Tagesartikel

◄ |
19. Jahrhundert |
20. Jahrhundert
| 21. Jahrhundert

◄ |
1960er |
1970er |
1980er |
1990er
| 2000er | 2010er | 2020er | ►

◄ |
1991 |
1992 |
1993 |
1994 |
1995
| 1996 | 1997 | 1998 | 1999 | ►

◄ |
Juni 1995 |
Juli 1995 |
August 1995 |
September 1995 |
Oktober 1995 |
November 1995 |
Dezember 1995 |
►
Dieser Artikel behandelt aktuelle Nachrichten und Ereignisse im September 1995.

## Tagesgeschehen

### Freitag, 1. September 1995
- Tripolis/Libyen: Das diktatorisch regierende Staatsoberhaupt Muammar al-Gaddafi kündigt angesichts jüngster Fortschritte im nahöstlichen Friedensprozess an, dass er 30.000 in Libyen lebende Palästinenser ausweisen werde, um zu zeigen, dass es zwischen Israelis und Palästinensern keinen Frieden geben könne. Andere Staaten der Arabischen Welt ermuntert er dazu, denselben Schritt zu vollziehen.[1]

### Sonntag, 3. September 1995
- San José/Vereinigte Staaten: Das Unternehmen AuctionWeb, aus dem das Internetauktionshaus eBay hervorgeht, wird von Pierre Omidyar gegründet.

### Mittwoch, 6. September 1995

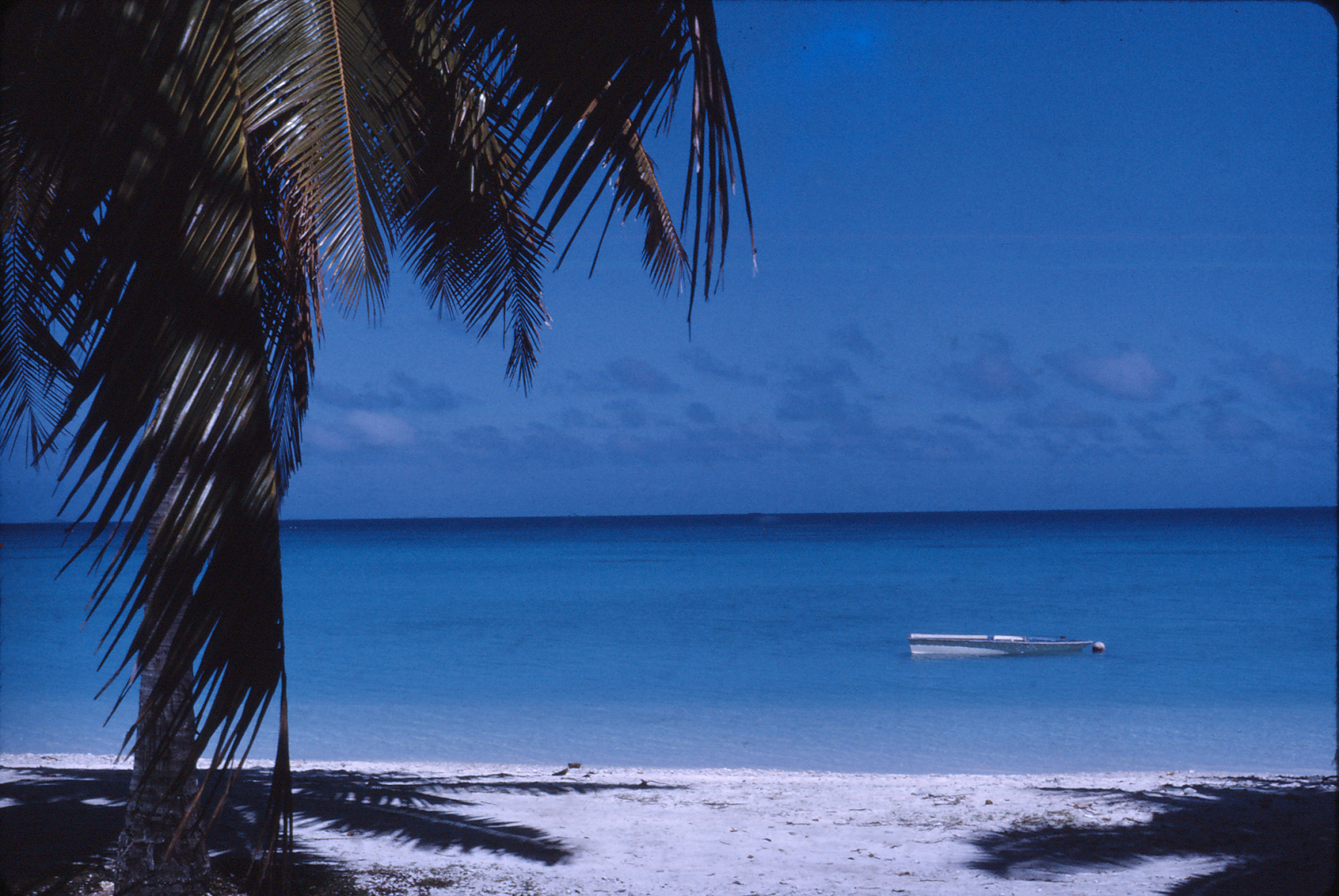
Mururoa vor dem Kernwaffentest

- Mururoa/Französisch-Polynesien: Begleitet von internationaler Entrüstung testen die Streitkräfte Frankreichs auf dem Atoll Mururoa im Pazifischen Ozean eine Kernwaffe. Am selben Ort plant die politische Führung Frankreichs noch sieben weitere Atomtests.[2][3]

### Donnerstag, 7. September 1995
- Papeete/Französisch-Polynesien: Der gestrige Kernwaffentest Frankreichs im Südpazifik führt zu einem Aufstand von Polynesiern auf Tahiti, welchen französische Polizisten und die Streitkräften niederschlagen. Viele Touristen harren in ihren Hotels aus.[4]

### Samstag, 9. September 1995
- New York/Vereinigte Staaten: Im Finale im Dameneinzel der US Open 1995 treffen die deutsche Tennisspielerin Steffi Graf und die in Jugoslawien geborene Amerikanerin Monica Seles zum ersten Mal aufeinander, seit ein fanatischer Befürworter von Steffi Graf die Amerikanerin 1993 in den Rücken stach. Graf gewinnt das Finale in drei Sätzen.[5]
- Venedig/Italien: Der Film Xích lô des vietnamesischen Regisseurs und Drehbuchautoren Trần Anh Hùng wird bei den 52. Internationalen Filmfestspielen von Venedig mit dem Leone d’Oro prämiert. In der englischen Fassung heißt der Film Cyclo.[6]

### Sonntag, 10. September 1995

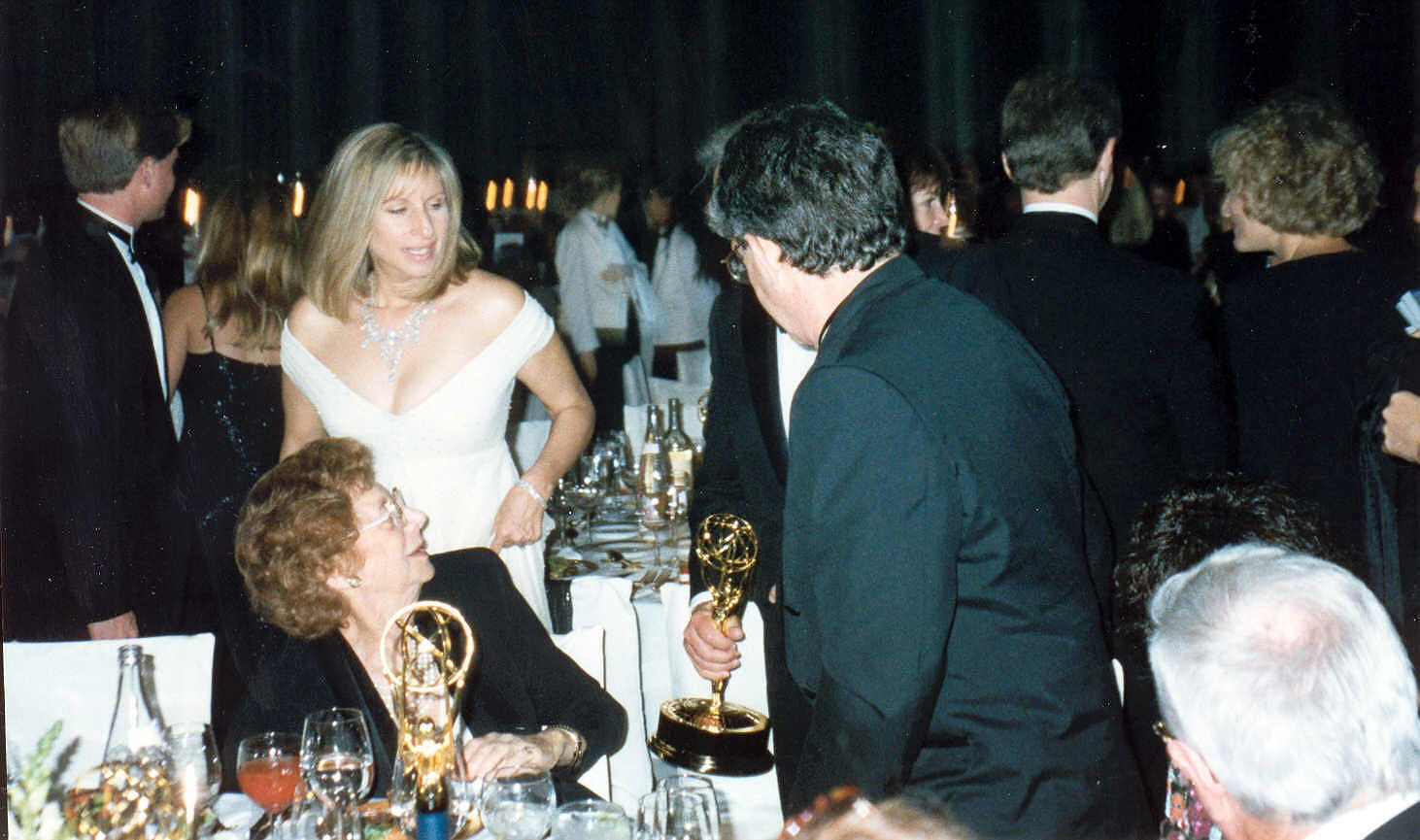
Barbra Streisand (weißes Kleid)

- New York/Vereinigte Staaten: Der amerikanische Tennisspieler Pete Sampras gewinnt bei den US Open 1995 das Finale im Herreneinzel gegen seinen Landsmann und Titelverteidiger Andre Agassi in vier Sätzen.[7]
- Pasadena/Vereinigte Staaten: Bei der Verleihung des Fernsehpreises Emmy wird u. a. die Verfilmung der Musiktournee Barbra Streisand in Concert prämiert.[8]

### Montag, 11. September 1995
- Neufundlandbank/Atlantik: Der Kapitän des Passagierschiffs Queen Elizabeth 2 bestätigt die Existenz so genannter Monsterwellen. Auf der Fahrt von Cherbourg nach New York habe eine Welle von 30 m Höhe das Schiff getroffen. Bereits im Januar registrierte die Wellenmessanlage der Bohrplattform Draupner-E eine 26 m hohe Welle, allerdings ohne Augenzeugen.[9]

### Dienstag, 12. September 1995
- Kathmandu/Nepal: Eine Koalition mit Beteiligten aus fast allen politischen Lagern beendet die zehn Monate währende Regierungsperiode der Kommunistischen Partei Nepals (KPN). Der Opposition im Parlament gelang am 10. September unter Führung des neuen Premierministers Sher Bahadur Deuba von der Kongresspartei in einem Misstrauensvotum der Sturz der Vorgängerregierung unter Man Mohan Adhikari von der KPN.[10]

### Mittwoch, 13. September 1995

Stern von Vergina

- New York/Vereinigte Staaten: Der Staat Mazedonien schließt im Streit um den Namen Mazedonien ein Interimsabkommen mit seinem südlichen Nachbarland Griechenland. Zum einen soll das griechische Embargo gegen Mazedonien binnen 30 Tagen beendet werden, zum anderen sollen staatliche Hoheitszeichen Mazedoniens nicht länger den antiken Stern von Vergina enthalten. Um Streitigkeiten vorzubeugen, werden die beiden Länder in dem Abkommen nur als „Erste Partei“ und „Zweite Partei“ tituliert.[11]

### Freitag, 15. September 1995
- Jena/Deutschland: 50 Jugendliche der Neonazi-Bewegung versuchen, mit Baseballschlägern bewaffnet eine Veranstaltung des Soziokulturellen Jugendzentrums Kassablanca mit 600 Besuchern zu überfallen. Die Polizei nimmt den Großteil der Angreifer in Gewahrsam.[12]

### Freitag, 22. September 1995
- Graz/Österreich: In Österreich beginnt mit Antenne Steiermark der erste privatrechtliche Rundfunkveranstalter die Ausstrahlung eines Radioprogramms, nachdem das Regionalradiogesetz im Juni 1993 das staatliche Monopol im Rundfunkwesen aufhob.[13][14]
- Jaffna/Sri Lanka: Im Bürgerkrieg sterben in dem Dorf Nagar Kovil im Norden Sri Lankas nach Angaben tamilischer Organisationen mehrere Kinder in der örtlichen Schule durch eine Bombe, die die Streitkräfte des Landes über der Siedlung abwarfen. Die Zahl der Todesopfer beträgt nach einigen Quellen 21 und liegt nach anderen Quellen nahezu beim Vierfachen dieser Zahl.[15][16]

### Montag, 25. September 1995
- Potsdam/Deutschland: Der Verein „Lausitz Ring e. V.“ wird gegründet. Er soll den Bau einer Hochgeschwindigkeits-Rennstrecke im südbrandenburgischen Klettwitz in die Wege leiten und koordinieren.[17]

### Dienstag, 26. September 1995
- Straßburg/Frankreich: Der Europäische Gerichtshof für Menschenrechte entscheidet, dass eine wegen ihrer Mitgliedschaft in der Deutschen Kommunistischen Partei aus dem niedersächsischen öffentlichen Dienst entlassene Studienrätin Anspruch auf Entschädigung hat, da ihr Recht auf Meinungsfreiheit verletzt wurde. Die Entlassung wurde 1986 ausgesprochen auf Grundlage des Runderlasses zum Schutz des öffentlichen Dienstes vor Verfassungsfeinden in Deutschland und die Studienrätin wäre die erste Betroffene, die eine Entschädigung für einen Vorgang im Zusammenhang mit dem Erlass erhielte.[18]

### Donnerstag, 28. September 1995
- Taba/Ägypten: Im Friedensprozess zwischen Israelis und Palästinensern unterzeichnen Israels Ministerpräsident Jitzchak Rabin und der Anführer der Palästinensischen Befreiungsorganisation Jassir Arafat ein Interimsabkommen über das Westjordanland und den Gazastreifen, das die rechtlichen Voraussetzungen für eine palästinensische Selbstverwaltung in Teilen der genannten Gebiete schafft, so werden nach Umsetzung des Abkommens rund 50 % der Einwohner des Westjordanlands unter palästinensischer Zivil- und Sicherheitsverwaltung stehen.[19]

### Freitag, 29. September 1995
- Europa: Der japanische Hard- und Softwarehersteller Sony Computer Entertainment führt die 3D-Spielkonsole PlayStation in Europa ein und greift damit den ebenfalls in Japan beheimateten Marktführer Nintendo an, der bisher nur 16-Bit-Konsolen anbietet. Auf den Märkten in Japan und Nordamerika erwiesen sich die Produkte der anderen 3D-Konsolen-Anbieter Atari, Commodore International und Panasonic als chancenlos gegenüber der PlayStation.[20]

### Samstag, 30. September 1995
- Washington, D.C./Vereinigte Staaten: Die Raumfahrtbehörde NASA schaltet das letzte Instrument der Raumsonde Pioneer 11 ab und beendet damit die gleichnamige Mission. Falls die Raumsonde, die sich weiterhin auf den äußeren Rand des Schwerefelds der Sonne zubewegt, einmal von extraterrestrischen Lebewesen entdeckt wird, können diese die Existenz des Sonnensystems und der Menschheit über die Darstellungen auf einer goldenen Platte erschließen.[21]